# Zespół Pieśni i Tańca „Rzeszowiacy”
Zespół Pieśni i Tańca „Rzeszowiacy” im. Janusza Mejzy – reprezentacyjny zespół Samorządowego Centrum Kultury w Mielcu, który został założony w 1952 roku. Występuje na scenach krajowych, a od 1962 także za granicą, prezentując polski folklor, w tym pieśni, tańce i melodie ziemi rzeszowskiej. W 2002 zespół obchodził jubileusz 50-lecia działalności artystycznej, z tej okazji we wrześniu odbył się koncert jubileuszowy z udziałem Państwowego Zespołu Ludowego Pieśni i Tańca „Mazowsze” oraz Zespołu Pieśni i Tańca Uniwersytetu Jagiellońskiego „Słowianki”. W 2012 roku odbył się jubileusz 60-lecia istnienia zespołu. 30 września 2017 roku na scenie Samorządowego Centrum Kultury w Mielcu odbyło się 65-lecie zespołu, na którym uroczyście nadano zespołowi imię Janusza Mejzy – twórcy i wieloletniego kierownika muzycznego i artystycznego „Rzeszowiaków”.
W repertuarze zespołu znajdują się polskie tańce narodowe takie jak krakowiak, kujawiak, mazur, oberek, polonez oraz wiązanki tańców ludowych i pieśni z różnych regionów kraju (Śląska, Kaszub, Kurpi, Wielkopolski, Lubelszczyzny, Opolszczyzny, Sądecczyzny,Zagłębia Dąbrowskiego, Rzeszowszczyzny).
„Rzeszowiacy” występują w oryginalnych strojach ludowych z 23 regionów Polski i historyczno-narodowych.

## Występy zagraniczne
Odbyli trzykrotnie miesięczne tournée w USA i Kanadzie, występowali także wielokrotnie w Austrii, Belgii, byłej Czechosłowacji, Francji, Holandii, byłej Jugosławii (Bośnia i Hercegowina, Chorwacja, Słowenia), Luksemburgu, Niemczech, Rumunii, Szwajcarii, Portugalii, Bułgarii, Macedonii, na Węgrzech, we Włoszech, w krajach byłego Związku Radzieckiego (na Białorusi, w Rosji, na Ukrainie).

## Festiwale
Zespół wielokrotnie z sukcesami w postaci nagród jury i uznania publiczności reprezentował Polskę na festiwalach folklorystycznych w całej Europie, m.in. w Koszycach (Słowacja), Bukareszcie (Rumunia), Nicei (Francja), Dreźnie (Niemcy), Castel Del Piano (Włochy), Dunajvaros (Węgry), Montgujon (Francja).

## Nagrody
Za wieloletnią działalność i osiągnięcia w popularyzacji kultury w kraju i za granicą zespół otrzymał wysokie odznaczenia i wyróżnienia, m.in. Krzyż Oficerski Orderu Odrodzenia Polski, Odznakę „1000-lecia Państwa Polskiego”, Złotą Odznakę Honorową „Polonia”, Dyplom Uznania Ministra Spraw Zagranicznych.

## Nagrania i wydawnictwa
- album cd z kolędami My też pastuszkowie
- długogrająca płyta analogowa
- kaseta z nagraniami Kapeli Ludowej
- nagrania z telewizji i radia
- wydawnictwa okolicznościowe
- plakaty

## Kierownictwo
- Sławomir Stan – kapelmistrz i dyrygent
- Beata Sudoł-Napieracz – choreograf
- Małgorzata Pazdro – chórmistrz
- Bartosz Kramarz – kierownik zespołu